# Corinth (village, New York)
Pour les articles homonymes, voir Corinth et Corinth (New York).
Corinth est un village du comté de Saratoga, dans l'État de New York, aux États-Unis,. En 2010, il comptait une population de 2 559 habitants.

## Démographie
Lors du recensement de 2010, le village comptait une population de 2 559 habitants, tandis qu'en 2019, elle est estimée à 2 445 habitants.